# Nils Holmstedt
Nils Gustaf Holmstedt, född den 23 november 1911 i Gävle, död den 31 augusti 1998 i Danderyds församling, var en svensk militär.
Holmstedt avlade studentexamen 1929 och officersexamen 1932. Han blev fänrik vid Gotlands artillerikår sistnämnda år och löjtnant där 1936. Holmstedt genomgick Artilleri- och ingenjörhögskolans allmänna och högre kurs 1934–1938. Han blev kapten vid artillerikåren 1941 och vid generalstabskåren 1944, major vid artilleriskjutskolan 1950 och överstelöjtnant vid försvarsstaben 1955. Holmstedt befordrades till överste 1960 och var chef för Göta artilleriregemente 1960–1962 och försvarsområdesbefälhavare för Uppsala och Västmanlands försvarsområden 1962–1964. Han var chef för Bergslagens artilleriregemente 1964–1965 och sektionschef i försvarsstaben 1965–1972. Holmstedt befordrades till generalmajor 1970 och var chef för svenska delegationen vid övervakningskommissionen i Korea 1971. Han blev riddare av Svärdsorden 1951, kommendör av andra klassen av samma orden 1964 och kommendör av första klassen 1967. Holmstedt vilar på Norra begravningsplatsen i Stockholm.